# 韋伊諾湖
56°36′53″N 29°50′18″E / 56.61472°N 29.83833°E
韋伊諾湖（俄语：Вейно），是俄羅斯的湖泊，位於該國西北部，由普斯科夫州負責管轄，處於新索科利尼基區，面積2.1平方公里，集水區面積15.1平方公里，平均水深6.5米，最大水深12.6米。